# Decachorda rosea
Decachorda rosea är en fjärilsart som beskrevs av Aurivillius 1898. Decachorda rosea ingår i släktet Decachorda och familjen påfågelsspinnare. Inga underarter finns listade i Catalogue of Life.